# Initial D: Street Stage
Initial D: Street Stage (頭文字Ｄ STREET STAGE?) es un videojuego de carreras de 2006 basado en la serie Initial D desarrollado por Sega AM3 y Tose Software y publicado por Sega para PlayStation Portable. Es un port de consola de Initial D: Arcade Stage Ver. 3.

## Modos de juego

### La leyenda de la velocidad más rápida en la carretera
Un modo en el que emprendes una expedición a cada colina y compites contra rivales de la historia original.  Aparecen los rivales que aparecieron antes de que PROJECT.D se fuera de expedición a Ibaraki.  Dependiendo de cómo juegues, lo que digan tus rivales cambiará, si despejas a un rival por primera vez, se dibuja una línea diagonal, y si vuelves a despejar a ese rival, se dibuja otra línea diagonal en la dirección opuesta, formando una X. forma. Los rivales ocultos aparecen solo después de completar todo el curso y aparecerán inmediatamente a partir del próximo episodio.

### Contrarreloj
Un modo para atacar el curso seleccionando una variación del curso (ruta, clima, zona horaria). Cuando se completa el curso, los problemas se señalan brevemente a través de la teoría de la velocidad más alta en la carretera de Ryosuke Takahashi y se registran en el modo de página de inicio del Proyecto D.

### Comunicación
Un modo que te permite jugar contra otros jugadores e intercambiar cartas usando el modo Ad-hoc, la LAN inalámbrica.
- Batalla de comunicación
- Cambio de tarjeta
- Comunicación de repetición
- Comparación de registros

### Garaje
Un modo que te permite seleccionar o tunear un vehículo para usarlo en la Leyenda de la velocidad más alta, Time Attack y Bunta Challenge.
- Afinación
  - Afinar
  - Tono exterior
- Seleccionar el vehículo para abordar

Aquí es donde se registran los vehículos seleccionados del nuevo menú de selección de vehículos, y se pueden poseer y utilizar hasta 36 vehículos.
- Seleccionar un nuevo modelo de automóvil

Aquí es donde selecciona un vehículo para registrarlo en el menú de selección de vehículos de embarque.  Se pueden registrar hasta 36 unidades.
- Eliminar coche

Aquí es donde elimina el vehículo que posee.  Si solo tiene un vehículo, no puede eliminarlo.

### Colección de cartas
Un modo en el que puede ver y administrar las tarjetas obtenidas del movimiento de selección de tarjeta que aparece después de resolver.  Los elementos ocultos de la página de inicio del Proyecto D se pueden desbloquear aquí.

### Sitio web del Proyecto D
Un modo en el que se puede explorar los elementos ocultos desbloqueados de la colección de cartas. Los elementos ocultos incluyen música de fondo, arte de carga, estrategias para cada curso y las voces de cada rival.

### Opciones
Un modo que guarda datos guardados y cambia varias configuraciones en el juego.
- Guardar carga
  - Ahorrar

Este menú le permite guardar sus datos guardados. Se requieren 512 KB o más de espacio libre en la tarjeta de memoria para guardar.
- - Carga

Este menú le permite recuperar sus datos de guardado guardados.
- Configuración del juego
  - Configuración